# Iacob Negruzzi
Pour les articles homonymes, voir Negruzzi.
Iacob C. Negruzzi, né le 31 décembre 1842 et mort le 6 janvier 1932, est un poète et prosateur roumain.

## Biographie
Né à Iași, il est le fils de Constantin Negruzzi, écrivain et homme politique,  et de sa femme Maria (née Gane). Vivant à Berlin entre 1853 et 1863, il fréquente le lycée, puis l'Université Frédéric Guillaume de Berlin, où il obtient un doctorat en 1863. Il est professeur à l'Université de Iași de 1864 à 1884 et à l'Université de Bucarest de 1885 jusqu'à sa retraite en 1897. Il est élu à l'Assemblée des députés en 1870, puis rejoint le Sénat roumain.
Il est élu membre titulaire de l'Académie roumaine en 1881, et devient plus tard son secrétaire général. Il sert trois mandats en tant que président de l'Académie : 1893-1894, 1910-1913 et 1923-1926,.
Negruzzi fait partie des fondateurs de la société littéraire Junimea et en devient le secrétaire en 1868. Il joue un rôle très important en tant que rédacteur en chef du Convorbiri Literare, assurant la parution régulière du magazine en investissant une immense quantité d'énergie et en faisant d'importants sacrifices. Il continue comme rédacteur en chef pendant dix ans après avoir déménagé à Bucarest en 1885. Il écrit des critiques et des notes dans Convorbiri ; publie des sélections de Copii de pe natură (paru sous forme de livre en 1874), ainsi que le roman Mihai Vereanu (paru en 1873) ; et lance une colonne intitulée « Corespondență », probablement la première vraie section dédiée à la lettre d'un éditeur du pays.
L'édition de ses propres œuvres démarre en 1866, avec une pièce en un acte parue dans Foaia Soțietății pentru Literatura și Cultura Română în Bucovina (littéralement : « Feuille de la Société pour la littérature et la culture roumaine en Bucovine ») ; son premier livre est Poezii en 1872. Bien qu'écrit à partir de 1889, Amintirile din "Junimea" (« Souvenirs de Junimea ») n'a été publié qu'en 1921. Il traduit plusieurs pièces de l'écrivain de langue allemande Friedrich Schiller (Les Brigands, La Conjuration de Fiesque de Gênes et Cabale et Amour parurent sous forme de livre en 1871 ; La Pucelle d'Orléans dans Convorbiri Literare en 1883 ; Don Carlos et Mary Stuart dans la dernière de ses œuvres complètes en six volumes parue entre 1893 et 1897). D'autres traductions comprennent de la poésie romantique, à la fois française (Victor Hugo) et allemande (Schiller et Heinrich Heine), publiée dans Poezii,.

## Vie privée
Sa femme est Maria Rosetti.